# 楊書詹
楊書詹，廣西省鬱林直隸州人，清朝政治人物、同進士出身。
光緒十二年（1886年），参加光緒丙戌科殿試，登進士三甲91名。同年五月，著主事分部学习。